# Tumultos na Inglaterra em 2011
Os tumultos na Inglaterra em 2011 foram uma série de manifestações violentas e criminosas, ocorridas entre os dias 6 e 10 de agosto de 2011, a princípio em distritos de Londres, espalhando-se em seguida por outras cidades e vilas do país, onde houve confrontos entre a população e a polícia, saques e incêndios criminosos. Tudo começou em 6 de agosto de 2011, depois que uma manifestação pacífica, para pedir esclarecimentos às autoridades sobre o assassinato de Mark Duggan, dois dias antes, por membros armados da Polícia Metropolitana de Londres. A manifestação degenerou em motim, inicialmente na área de Tottenham, Norte de Londres. Nos dias seguintes, o tumulto se espalhou para vários bairros e distritos de Londres e, afinal, para outras cidades da Inglaterra, sendo que os distúrbios mais graves ocorreram fora de Londres — em Bristol e cidades do centro (Midlands) e do nordeste do país.
Os distúrbios foram caracterizados por saques desenfreados e ataques incendiários de níveis sem precedentes. Como resultado, o primeiro-ministro britânico David Cameron antecipou o retorno  de suas férias na Itália e outros governantes e líderes da oposição também interromperam suas férias para atender o caso. Além disso, as férias do pessoal da polícia foram canceladas e o Parlamento foi convocado em 11 de agosto para debater a situação.
Em 15 de agosto, cerca de 3.100 pessoas haviam sido presas, das quais mais de 1.000 foram processadas. As detenções, acusações e processos judiciais continuaram, com os tribunais trabalhando horas extras. Cinco pessoas morreram e pelo menos 16 pessoas ficaram feridas como um resultado direto de atos violentos relacionados. Um valor estimado de £200.000.000 (200 milhões de libras esterlinas) de danos materiais foram incorridos, e a atividade econômica local foi significativamente comprometida.
A ação da polícia tem sido responsabilizada pela revolta inicial, e a subsequente reação da polícia foi criticada por não ser adequada nem suficientemente eficaz. Os tumultos têm gerado debate contínuo significante entre os valores políticos, sociais e acadêmicos sobre as causas e o contexto em que eles aconteceram.

## Antecedentes
Os motins ocorreram cerca de 26 anos após os tumultos em Broadwater Farm na mesma região, sendo esta não relacionada aos distúrbios de 2011.

### Assassinato de Mark Duggan

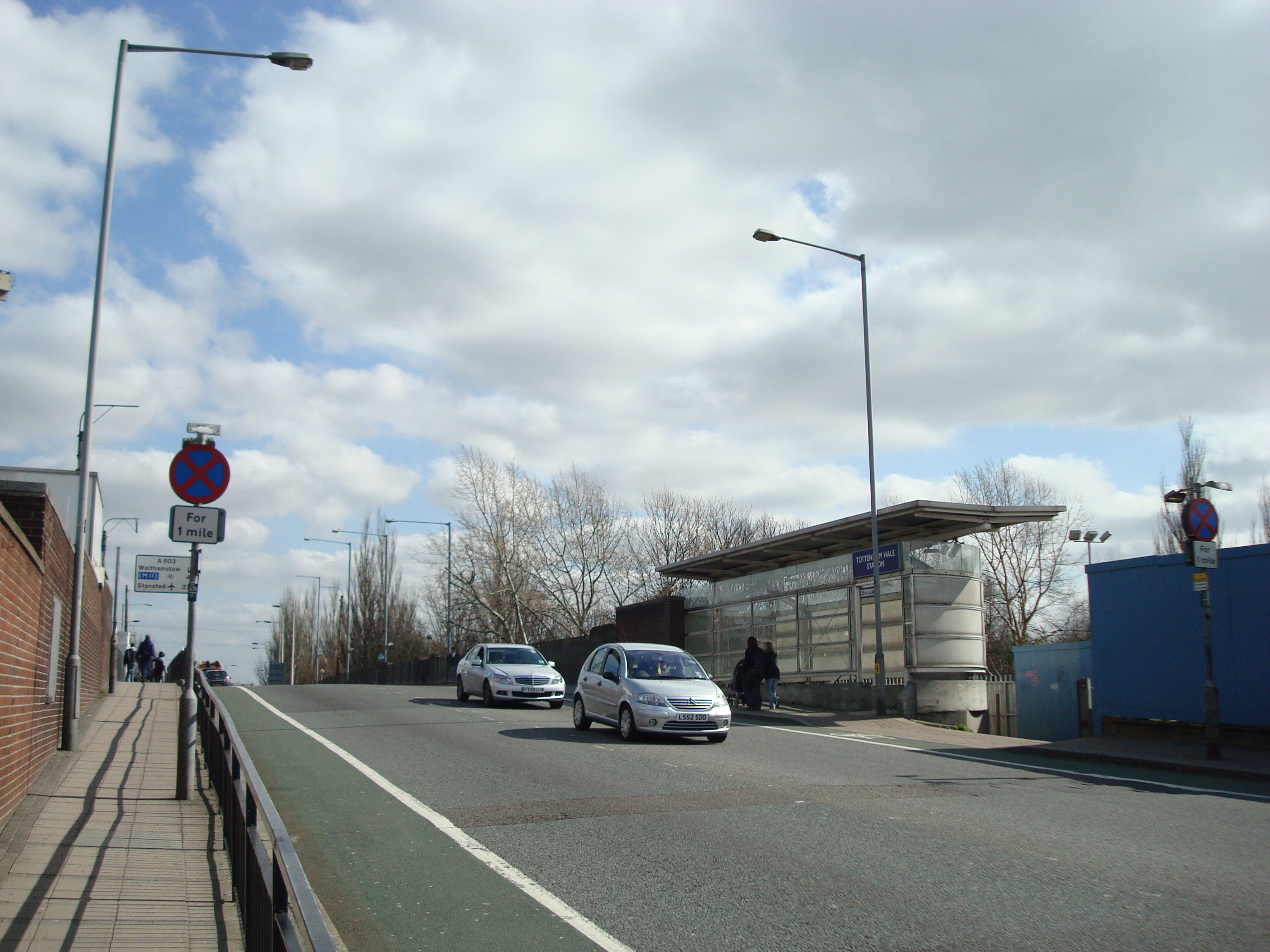
Ponte de Ferry Lane, Tottenham Hale, local do tiroteio.

Em 4 de agosto de 2011, o tiro do policial matou Mark Duggan, de 29 anos, durante a tentativa de prendê-lo, na ponte de Ferry Lane, próximo à Estação Tottenham Hale.
O incidente foi encaminhado à Comissão Independente de Queixas contra a Polícia (Independent Police Complaints Commission - IPCC), o que é prática comum sempre que uma pessoa pública morre como resultado de ação policial. Não se sabe ainda por que a polícia estava tentando prender Duggan, mas o IPCC afirmou que a prisão era prevista como parte da Operação Tridente. A Operação Tridente investiga crimes com armas dentro da comunidade negra.
Os amigos e parentes de Duggan afirmaram que ele estava desarmado.  O IPCC afirmou que uma pistola Bruni BBM carregada foi disparada à queima-roupa, convertida em munição de fogo real, foi recuperada do local.  O IPCC declarou que não havia nenhuma evidência de que Duggan havia atirado na polícia.
Após o tiroteio, os meios de comunicação amplamente noticiaram que uma bala foi encontrada incorporada em um rádio da polícia, o que implica que Duggan disparou contra a polícia. O jornal britânico The Guardian informou que exames iniciais de balística no projétil recuperado do rádio da polícia e um outro também alegado ter sido disparado por Duggan indicam que ambos eram "muito distintos" dos projeteis de ponta côncava descarregados pela polícia.

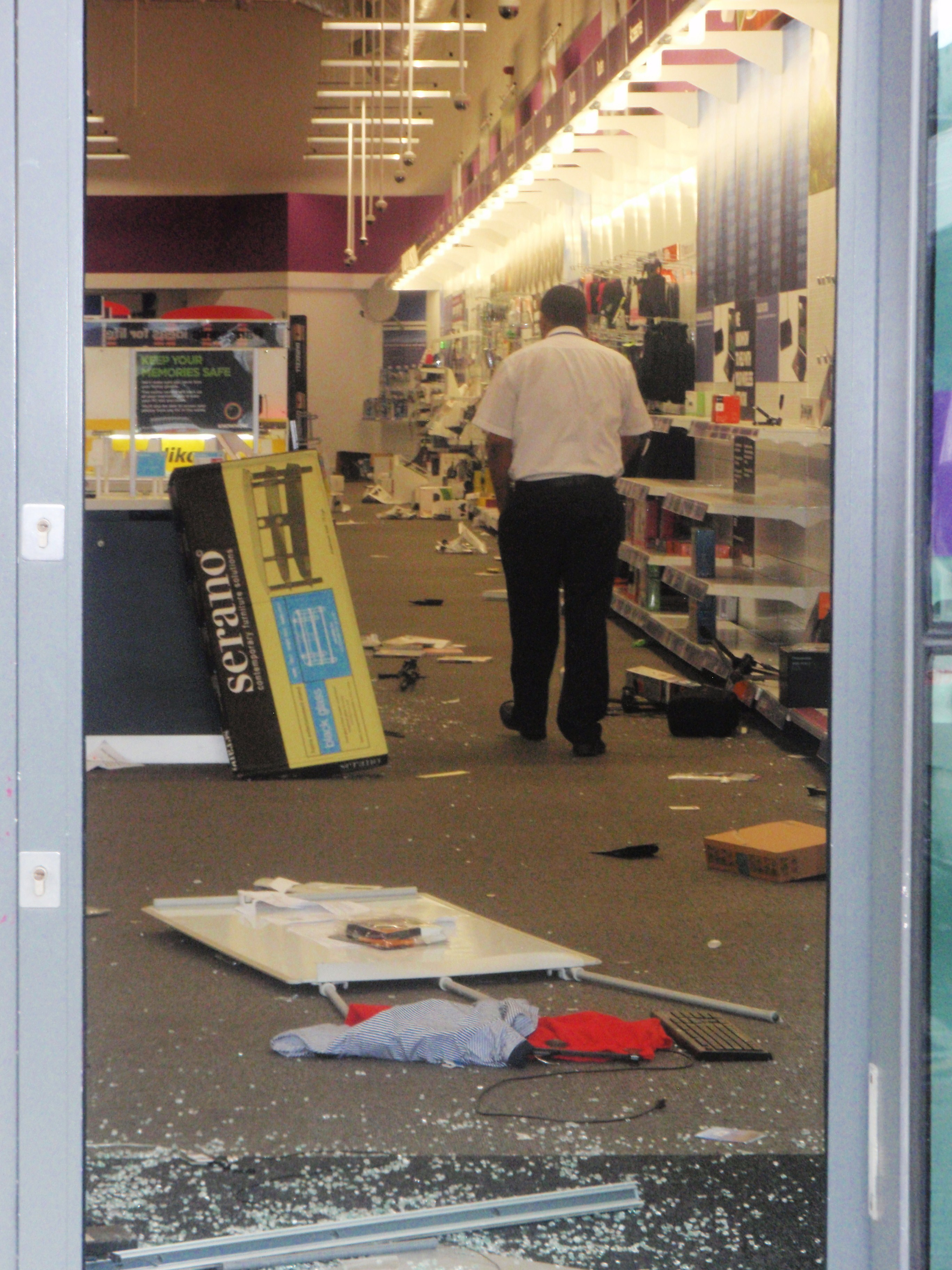
Uma loja em Tottenham Hale Retailpark após o saque.

No dia 13 de agosto, a Comissão Independente de Queixas contra a Polícia admitiu que Duggan não abriu fogo, afirmando: "É bem provável que em função de um mal entendido, os jornalistas possam ter afirmado que houve troca de tiros". Acredita-se que a bala que atravessou o corpo de Duggan tenha partido de uma arma policial.
No horário de almoço, do dia 6 de agosto, 7 horas antes da passeata e do subsequente tumulto (manifestação), foi convocada uma reunião, pela polícia, entre os líderes da comunidade local, conselheiros, e membros de grupos consultivos de policiais. Neste encontro, a polícia foi avisada várias vezes, de que, ali, poderia, possivelmente, ser outra manifestação similar, às que foram vistas em Broadwater Farm, em 1985, se as questões locais em relação às mortes, não forem abordadas.

### Passeata
No dia 6 de agosto uma manifestação de protesto, inicialmente pacífica, teve início em Broadwater Farm. Os manifestantes dirigiram-se até a estação policial de Tottenham. A passeata reuniu cerca de 300 pessoas e foi organizada por amigos e parentes de Duggan para pedir esclarecimentos sobre sua morte. O grupo permaneceu em frente à estação por muitas horas além do tempo planejado, pois as autoridades da polícia se recusavam a falar com eles. De acordo com testemunhas, uma multidão mais jovem e agressiva chegou ao local ao anoitecer, sendo que algumas dessas pessoas portavam armas. A violência ganhou força diante de rumores de que a polícia havia atacado uma garota de dezesseis anos.

## Manifestações

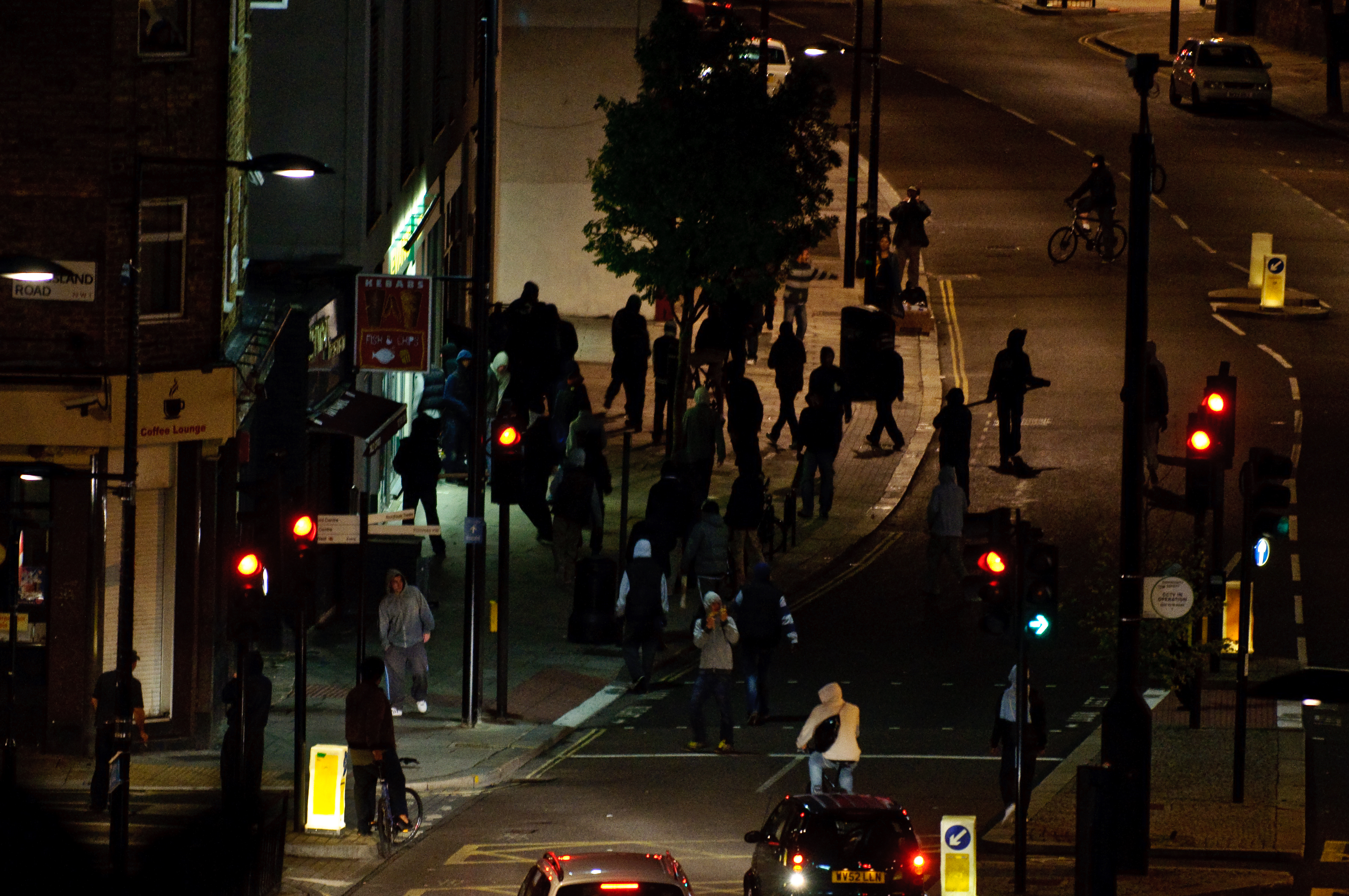
Manifestantes tentam saquear uma loja de bicicleta em Chalk Farm, em Camden.

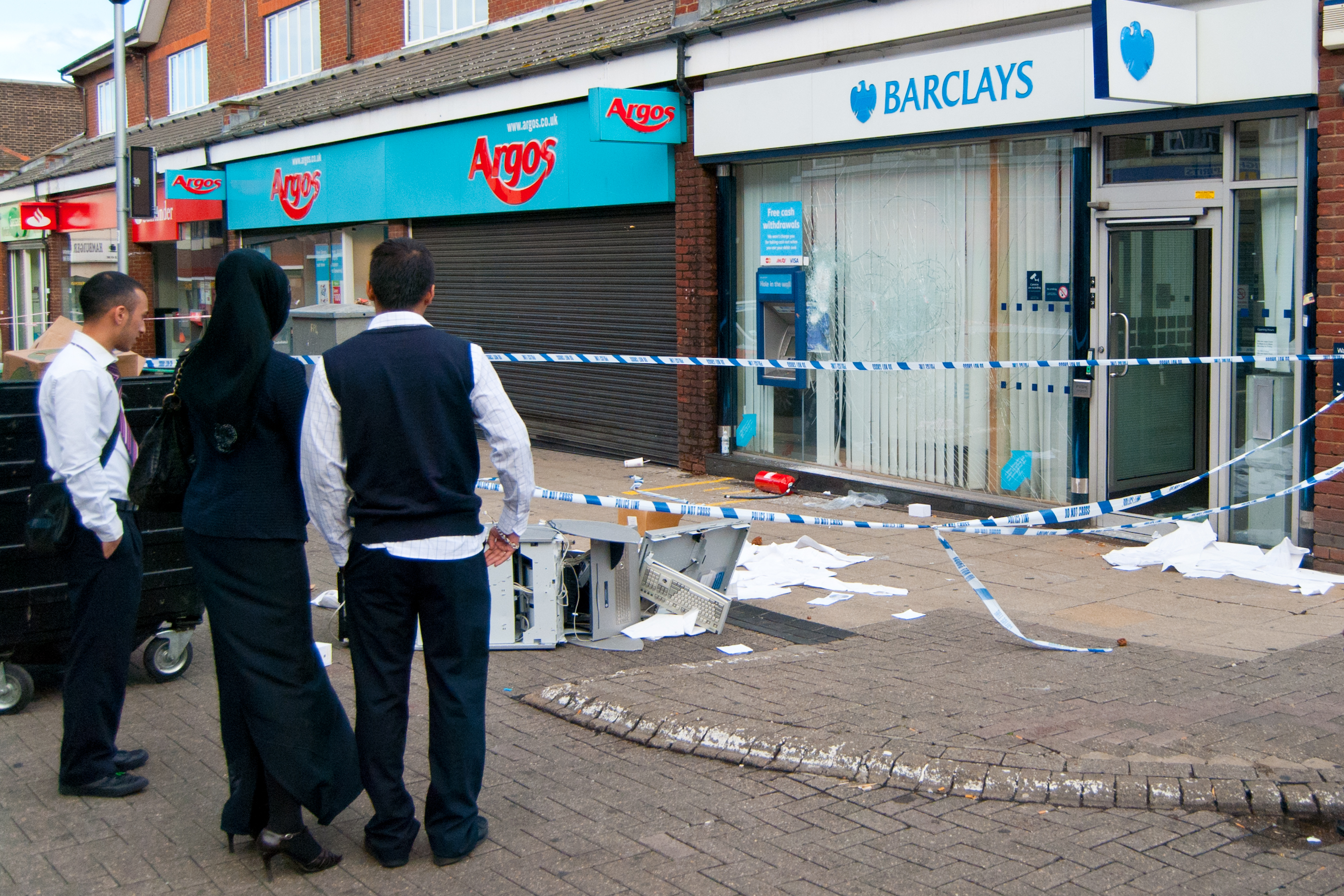
Bancários em Walthamstow observam a destruição que foi causada nas primeiras horas da manhã.

Uma passeata pacífica no dia 6 de agosto que aconteceu em Tottenham foi seguida de desordem, vandalismo, confrontos e roubos. Primeiro em Tottenham e depois no Centro Varejista e Atacadista da área de Tottenham Hale. A propagação de notícias e boatos sobre distúrbios da noite anterior em Tottenham gerou manifestações durante a noite de 7 de agosto nos distritos de Londres: Brixton, Enfield, Islington e Wood Green e em Oxford Circus, no centro de Londres.
A manhã de 8 de agosto foi tranquila, mas à noite diversas áreas foram afetadas por saques, incêndios e violência no geral, com surtos significativos em partes de Battersea, Brixton, Bromley, Camden, Chingford Mount, Croydon, Ealing, East Ham, Hackney, Harrow, Lewisham, Peckham, Stratford, Waltham Forest, Woolwich e Woodgreen.
Um homem foi encontrado baleado, falecendo mais tarde no hospital. Outro homem que tinha sido agredido em Ealing morreu no hospital no dia 11 de agosto. Revoltas similares foram relatadas fora de Londres — notavelmente em Birmingham, Bristol, Gloucester, Gillingham e Nottingham.
Após um grande aumento da presença policial, Londres estava tranquila em 9 de agosto, mas as manifestações continuaram em Birmingham (onde, de acordo com os relatos policiais, onze tiros foram disparados contra a polícia, inclusive contra um helicóptero, e coquetéis molotov foram atirados nos policiais) e Nottingham e se espalharam para Leicester, West Bromwich e Wolverhampton no Midlands e Bury, Liverpool, Manchester, Rochdale, Salford, Wythenshawe, Sefton e Wirral no noroeste da Inglaterra. Em 10 de agosto, Londres ainda estava tranquila enquanto centenas de detenções eram realizadas pela polícia.
Três homens foram mortos em Birmingham em um atropelamento seguido de fuga do motorista relacionado aos distúrbios. Os saques e a violência continuavam em duas localidades nos arredores de Manchester e Liverpool.

## Sábado, 6 de agosto

### Tottenham e Tottenham Hale

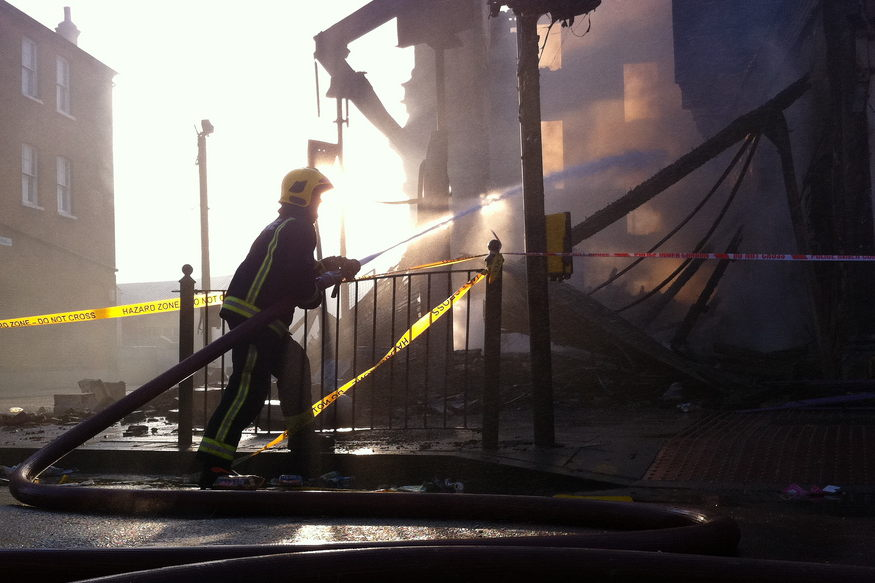
Bombeiro combatendo fogo em meio aos tumultos em Tottenham

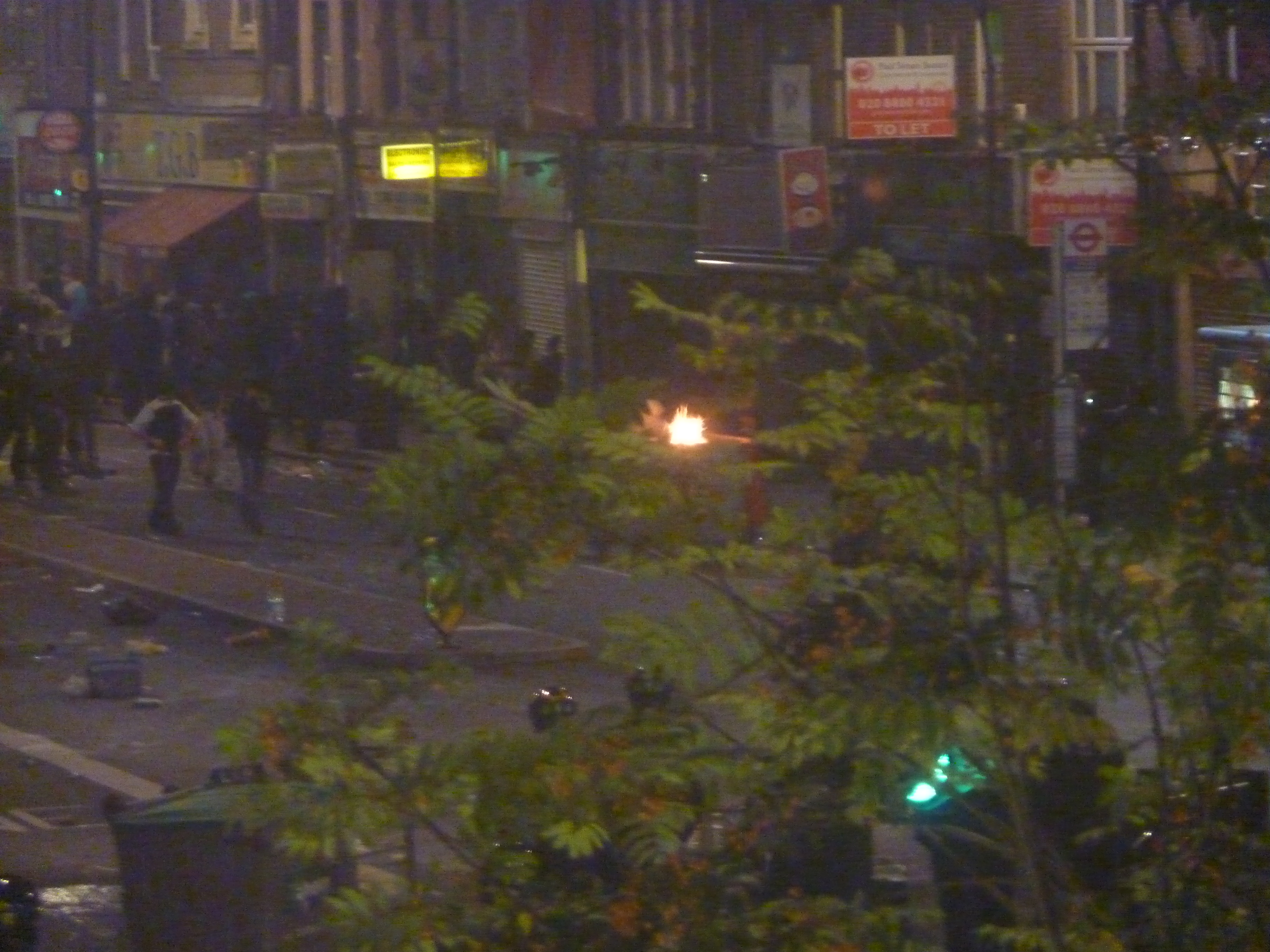
Agitadores provocando a polícia no dia 6 de agosto de 2011

A série de ataques que se seguiram na noite da passeata de 6 de agosto, começou a danificar vários veículos oficiais da polícia, um ônibus panorâmico, empresas e casas, assim como várias lojas foram saqueadas e pessoas ficaram desabrigadas. Policiais e veículos da Grupo de Apoio Territorial (Territorial Support Group, no original em inglês) entraram em ação na Via expressa de Tottenham. Bombeiros tiveram dificuldades em conter os incêndios devido a desordem.

### Wood Green
À noite, as provocações chegaram em Wood Green, onde foram registradas pilhagens.

## Domingo, 7 de agosto

### Incidentes em Londres
Enfield e Ponders End
No fim da tarde de domingo, 7 de agosto, o movimento chegou até Enfield, ao norte de Tottenham, com forte presença da tropa de choque. Houve uma forte presença dos oficiais no centro do bairro, próximo a um parque e um shopping center, assim como ao lado de fora da estação ferroviária de Enfield, aonde todos os que passavam eram revistadas por motivos de segurança. Na estação, a situação aparentava estar controlada.

## Vítimas
Um homem de 26 anos, Trevor Ellis que vivia em Brixton Hill, foi baleado no dia 8 de Agosto de 2011 durante os tumultos e morreu no dia seguinte após ser internado em estado grave.
Outras quatro pessoas já foram mortas nos motins. Três delas morreram num atropelamento em Birmingham, eles eram de origem asiática. A polícia de West Midlands, que supervisiona a ordem em Birmingham, deteve um suspeito de 32 anos que seria o atropelador e recuperou o carro usado por ele.  Segundo as famílias dos jovens eles estavam tentando proteger suas propriedades dos saqueadores. Posteriormente o motorista foi acusado de homicídio, depois que as primeiras reconstruções estabeleceram que ele jogou o carro em cima deles deliberadamente.
Uma das vítimas do atropelamento foi Haroon Jahan, um mecânico de 21 anos.  “O homem que o matou lançou o carro em cima da multidão e assassinou três jovens inocentes”, lamentou Tariq Jahan, pai de Haroon. O atropelamento aconteceu a uma da manhã no bairro de Wilson Hill, de acordo com o Wall Street Journal.
Tariq diz que correu para o local do atropelamento e ajudou a socorrer um dos três jovens, até que percebeu que o seu filho estava entre os atropelados. Com as mãos e o rosto cobertos de sangue, ele tentou reanimar o seu filho com massagem cardíaca, mas o esforço foi em vão.
Embora as autoridades tenham alertado os moradores a ficarem em casa enquanto durarem os motins que ocorrem em Inglaterra desde sábado, muitos preferiram ir às ruas para defender suas casas e lojas, em parte porque acreditam que a polícia é incapaz de defendê-los dos saqueadores.
A última morte foi a de Richard Mannington Bowes, um homem de 68 anos que foi agredido por um grupo de jovem vândalos a 9 de Agosto e morreu nas 23:52 da quinta feira seguinte no hospital por não aguentar aos ferimentos provocados. Bowes morava numa casa em Green Haven, a poucos minutos do sítio onde foi atacado, a seguir a ter discutido com vários jovens que tentavam incendiar contentores industriais em Springbridge Road, que estava a ser assaltado. Um agente da polícia presenciou o ataque, que ocorreu pelas 22h45, e tentou socorrer Bowes, que acabou por ser transportado para um hospital, relatou o jornal Guardian.

## Reação das autoridades

### Represália
O Daily Telegraph informou que os mais altos magistrados de Londres enviaram um memorando aos seus pares argumentando que, tendo em conta a escala de gravidade da onda de desobediência dos civis, os crimes devem ser punidos de uma forma mais dura. Um magistrado avisou mesmo que quaisquer envolvidos na "anarquia" podem obter uma pena de prisão
Segundo o mesmo jornal, os juízes perceberam a mensagem, pois, segundo o Ministério da Justiça, na semana de 8 a 14 de agosto dois terços dos julgados foram punidos com penas de prisão efetiva.

### Limpeza
Através das redes sociais (Twitter e Facebook) foram mobilizados várias centenas de voluntários para limpar as ruas. Uma conta no Twitter chamda @riotcleanup (ou limpeza a seguir ao tumulto, em tradução livre), atraiu em pouco tempo mais de 18 mil seguidores em poucas horas, e ajudou a coordenação das equipas de limpeza.

## Possíveis causas
As causas mais profundas dos tumultos ainda são objeto de debate na mídia e na academia. Várias especulações têm sido feitas acerca dos fatores que teriam contribuído para a irrupção dos movimentos de rua, e as opiniões ainda estão muito divididas. Entre as causas de natureza socioeconômica, são consideradas causas de várias naturezas — desde o desemprego e o corte de gastos sociais do governo até as mídias sociais, a cultura gangsta rap ou a criminalidade ocasional.
O primeiro-ministro britânico, David Cameron, disse que a Grã-Bretanha tem uma "sociedade partida" e que os jovens britânicos "não sabem diferença entre certo e errado".
O líder da oposição no Parlamento britânico, o trabalhista Ed Miliband, pediu uma investigação profunda sobre as causas dos motins,  e declarou que seu partido fará essa investigação, se a coalizão de apoio ao governo não o fizer.

### Mídias sociais
Conforme foi amplamente divulgado, as mídias sociais, como Facebook, Twitter e o BlackBerry Messenger foram usadas para convidar as pessoas para participar das manifestações mas também para incitá-las a participar de saques.

### Racismo
Os tumultos de Tottenham foram inicialmente atribuídos ao relacionamento ruim entre as comunidades negras e a polícia. Segundo o professor Gus John da Universidade de Londres,  a prática policial de abordar preferencialmente os jovens negros gera ressentimentos na comunidade negra em relação à polícia.

### A cultura doEstado de bem-estar social
O historiador e jornalista Max Hastings culpa a cultura da dependência da assistência social. O governo, dentro da sua política de redução do déficit público, tende reduzir drasticamente os gastos sociais e os subsídios à população mais pobre.
No entanto, David Wilson, professor de criminologia na Universidade da Cidade de Birmingham diz que essa cultura não está difundida apenas no subproletariado, mas também entre os políticos, os banqueiros ou os jogadores de futebol. "Isso não afeta a uma classe em particular mas permeia todos os níveis da sociedade. Quando vemos políticos reivindicando TVs de tela plana ou indo para a cadeia por  falsificar suas despesas, fica muito claro que os jovens de todas as classes não estão tendo líderes adequados."

### Exclusão social
Em comentário publicado no jornal The Independent, a filantropa e escritora britânica de origem iraniana Camila Batmanghelidjh culpa a exclusão e a vulnerabilidade social. Segundo a escritora, os participantes dos motins não se sentem de fato pertencentes à comunidade. Têm estado à deriva na sociedade. Ponto de vista também compartilhado pelo colunista do The Guardian, Owen Jones.
Em 11 de agosto, durante debate na Câmara dos Comuns sobre os episódios, a ministra do Interior, Theresa May, declarou que os tumultos eram sintomáticos de um "mal estar mais profundo", cujas causas incluem falta de trabalho, analfabetismo e abuso de drogas. Porém, segundo May, "todo o mundo, independentemente da história de vida ou das circunstâncias, tem liberdade de escolher entre o certo ou o errado".

### Ausência paterna e crise da família
A jornalista italiana Christina Odone, do Daily Telegraph, liga os tumultos à falta de modelos de comportamento masculinos. "Como a esmagadora maioria dos jovens infratores que estão atrás das grades, esses membros de gangues têm uma coisa em comum: nenhum pai em casa," escreve ela. Isto seria especialmente pertinente no caso da Inglaterra, que tem "os piores índices de ruptura familiar da Europa". Joanna Bogle, do Mercatornet,  escreve que "a promoção de famílias sem pai tornou-se a orientação politicamente correta na política social"  e que "tanto o primeiro-ministro David Cameron como o Ministro do Trabalho, Ed Miliband, têm falado sobre responsabilidade e paternidade como questões a serem tratadas".
Owen Jones, criticou este ponto de vista alegando que: "[os tumultos] está usando isso para justificar ataques aos benefícios das pessoas carentes. Nós vimos ataques a famílias monoparentais, esta ideia de famílias sem pai são as responsáveis. Nós vimos recentemente ataques a liberdade civil e mesmo esses ataques contra a mídia social são silenciados …
Justiça precisa ser proporcional ao crime. Se você tirar todas as formas de renda e todas as habitações de uma pessoa, do que ou quê a razão [eles têm] para não se envolver na criminalidade? Se torna seu único meio de sobrevivência."

### Corte de gastos públicos e crise econômica
Os cortes de gastos promovidos pela governo de coalizão do Reino Unido também tem sido citada como causa. Ken Livingstone, candidato a prefeito de Londres pelo Partido Trabalhista  em 2012, considera que "a estagnação econômica e  os cortes impostos pelo governo conservador inevitavelmente criam cisão social'. Livingtone também critica o esvaziamento das equipes de policiamento de vizinhança. O governo, no entanto, tem reafirmado que apesar dos tumultos, os cortes no orçamento da polícia vão prosseguir.
O escritor brasileiro Ivan Lessa, que mora em Londres há muitos anos, escreveu um artigo intitulado "Das cinzas, uma rosa e uma flor" no qual critica a ação da polícia inglesa e diz que há fortes indícios de que as forças policiais tenham sido culpadas, ou pelo menos tenham sido o estopim, de tudo que se seguiu".
Segundo o escritor e ativista paquistanês radicado na Inglaterra, Tariq Ali, em seu artigo "Distúrbios em Londres: por que aqui e por que agora?", os tumultos ocorridos na capital britânica aconteceram, devido ao "sistema neoliberal com pilares instáveis" que vem sendo praticando pelos sucessivos governos britânicos — incluindo o atual — há vários anos.
A violência provocou a retomada do debate sobre as medidas de austeridade do governo conservador, que pretende cortar 80 mil milhões de libras em gastos públicos até 2015, para reduzir o crescente déficit público do país. Cortes no orçamento da polícia fazem parte do pacote.

### Culturagangsta
A cultura gangsta tem sido citada como causa dos motins. Paul Routledge, do Daily Mirror, aponta a  cultura de ódio que, segundo ele, permeia o rap,  glorificando a violência e a aversão à autoridade — especialmente a da polícia, mas também a dos próprios pais —, além de exaltar o uso de drogas.  Já o rapper Professor Green duvida que a música rap possa ser considerada como causa dos tumultos. Em debate realizado durante o programa Newsnight, da BBC, com os escritores Dreda Say Mitchell e Owen Jones, autor de Chavs: The Demonization of the Working Class, o historiador David Starkey também acusou a cultura negra gangsta de glorificar a violência, influenciando tanto os jovens  brancos como os negros.

### Multiculturalismo
O senador russo Mikhail Margelov denunciou a falência do multiculturalismo como causa dos tumultos.

### Comportamento de manada
Segundo alguns psicólogos, uma pessoa perde sua identidade moral quando está em um grande grupo, perdendo empatia e sentimento culpa, "atributos que coíbem o comportamento criminoso". O psicólogo James Thompson, da Universidade de Londres, afirma que "a moral é inversamente proporcional ao número de pessoas observando". Mas ele rejeita a ideia de que alguns dos saqueadores apenas seguiram o fluxo quando a violência explodiu. Para Thompson, sempre há uma escolha. Já o sociólogo Paul Bagguley, da Universidade de Leeds, acredita ser  bastante provável que muitas pessoas que participaram dos saques nunca tivessem feito isso antes. "Nessas situações, há uma sensação de que as regras normais da sociedade não se aplicam," disse.

## Opinião da população

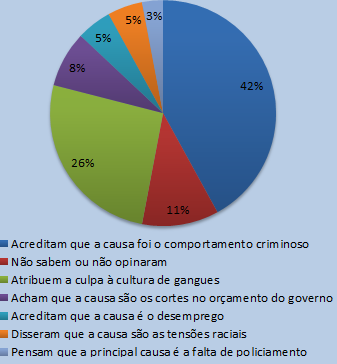

Em uma pesquisa de opinião da empresa YouGov, feita entre 8 e 9 de agosto, foi perguntado a 2.534 adultos britânicos qual teria sido a principal causa dos distúrbios.
- 42% acreditam que a causa foi o comportamento criminoso
- 26% atribuem a culpa à cultura de gangues
- 8% acham que a causa são os cortes no orçamento do governo
- 5% acreditam que a causa é o desemprego
- 5% disseram que a causa são as tensões raciais
- 3% pensam que a principal causa é a falta de policiamento
- 11% não sabem ou não  opinaram